# Heterosmylus primus
Heterosmylus primus is een insect uit de familie watergaasvliegen (Osmylidae), die tot de orde netvleugeligen (Neuroptera) behoort. 
Heterosmylus primus is voor het eerst wetenschappelijk beschreven door Nakahara in 1955. De soort komt voor in Japan.